# Psilurus incurvus
Psilurus incurvus é uma espécie de planta com flor pertencente à família Poaceae. 
A autoridade científica da espécie é (Gouan) Schinz & Thell., tendo sido publicada em Vierteljahrsschrift der Naturforschenden Gesellschaft in Zürich 58: 40. 1913.
O seu nome comum é psiluro-encurvado.

## Portugal
Trata-se de uma espécie presente no território português, nomeadamente em Portugal Continental.
Em termos de naturalidade é nativa da região atrás indicada.